# Atemptat de Lahore de març de 2016
El 27 de març de 2016 hi va haver un atemptat a Lahore (Pakistan), en què almenys 72 persones van ser assassinades en l'atac suïcida a l'entrada principal del Parc Gulshan-e-Iqbal, un dels parcs més grans de Lahore. Amb més de 250 ferits, es considera un dels atacs més mortífers a Lahore. Segons sembla, l'atac anava dirigit als cristians que estaven celebrant la Pasqua i la major part de les víctimes van ser dones i nens.

## Rerefons
Els Talibans pakistanesos operen com una organització paraigua per a diversos grups de militància islàmica al Pakistan. Els seus atacs apunten a minories religioses. Els cristians, que representen el 2% de la població pakistanesa, són un blanc freqüent dels grups extremistes.
L'atac a Peshawar, a l'Església de Tots Sants, va ser també un atac suïcida que va matar 75 persones el 2013. El març de 2015, els bombardejos a l'església de Lahore van matar almenys 15 persones en més atacs suïcides en les esglésies de la ciutat. Els Talibans van reconèixer-ne l'autoria i van alertar que hi hauria més atacs.
Una facció dels Talibans pakistanesos és Jamaat-ul-Ahrar, una escissió que es va reunificar el març de 2015. Jamaat-ul-Ahrar va dur a terme l'atac suïcida a la frontera de Wagah al novembre de 2014, en què unes 60 persones van morir i més de 100 en van resultar ferides.

## Explosió
L'explosió es va produir a les 18.30h i va ser alertada a través del telèfon d'emergències 1122 a les 18.44h i es van enviar fins a 23 ambulàncies al lloc dels fets. Els ferits van ser traslladats d'emergència principalment a l'Hospital Jinnah i a l'Hospital Shaikh Zayed. L'autoria de l'atac va ser reivindicada per Jamaat-ul-Ahrar.

## Seqüeles
Després de l'atac, els ciutadans van córrer cap als hospitals més propers en resposta a les peticions de donació de sang. El servei de taxi Careem va oferir trajectes gratuïts a l'hospital pels donants de sang, mentre que els activistes també van usar les xarxes socials per coordinar els esforços de salvament, incloent les donacions de sang, de menjar i ajudes econòmiques.
Facebook va activar l'opció de Safety Check després de l'explosió (per setena vegada el 2016). Aquesta opció està pensada per determinar si la gent que és en àrees afectades per atacs està sana i estàlvia; tanmateix, el lloc web, per error, va mostrar notificacions de molta gent que es trobava lluny de Lahore. Aquest error va passar enmig d'una forta polèmica sobre la desproporcionada diferència de cobertura dels atacs a l'Occident i fora. Un usuari va arribar a afirmar "l'objectiu de Facebook en situar indiscriminadament gent prop de Lahore és que tots ens adonem de l'horrible bombardeig."

## Reacció
El president del Pakistan Mamnoon Hussain, el governador del Panjab Malik Muhammad Rafique Rajwana, i el cap del govern del Panjab Mian Shahbaz Sharif van condemnar l'atac i van anunciar tres dies de dol.

### Internacionals

#### Organitzacions internacionals
- Nacions Unides: El secretari general de les Nacions Unides, Ban Ki-moon, va condemnar l'atac i va demanar a Islamabad que es protegissin les minories religioses.[28]

#### Altres nacions
- Austràlia: El ministre d'Afers Exteriors australià, Julie Bishop va emetre un comunicat condemnant l'atac. "Mentre els cristians celebren la Pasqua arreu del món, un xocant atac terrorista a Lahore, Pakistan, ens recorda que el terrorisme és un flagell global," va dir. "El Govern Australià condemna aquest acte horrible que ha matat dotzenes de civils, incloent nens, i expressa les seves condolescències al poble del Pakistan i al seu govern actual."[29]
- India: El primer ministre Narendra Modi va trucar a Sharif el diumenge per expressar-li el seu dolor pels bombardejos i va expressar-li solidaritat pel poble pakistanès.[29]
- United States of America: El portaveu del Consell Nacional de Seguretat Ned Price va expressar la seva condemna a l'atac en un comunicat.[29]
- Vatican City: El Vaticà va condemnar l'atac, anomenant-lo "violència fanàtica contra minories cristianes"[28]